# HC CSKA Moscou
HC CSKA Moscou é um clube de hóquei no gelo profissional russo sediado em Moscou. Eles são membros da Liga Continental de Hockey.

## História
O clube do exército foi fundado em 1946. A divisão de hóquei no gelo do CSKA é uma das ramificações mais vitoriosas do clube do exército vermelho, com 23 ligas nacionais.
São membros da Liga Continental de Hockey desde a primeira temporada.
Em setembro de 2023, o clube informou que os jogadores de hóquei russos do HC CSKA Moscou realizaram o aquecimento pré-jogo para o gelo com uniformes do símbolo Z em apoio à invasão da Ucrânia pela Rússia.